# 西藏南路站
西藏南路站位于中华人民共和国上海市黃浦區中山南路与西藏南路交叉口，是上海地铁4号线和8号线的地铁换乘站，两线均为地下岛式站台，其中4号线车站东西走向，位于地下三层，8号线车站南北走向，位于地下二层，两个站台在站台层通過樓梯互相连通，这也是上海轨道交通网络中首次出现的无需通过站厅层即可双向换乘其他线路的车站。
車站于2007年12月29日启用，同时本站是上海地铁第一个啟用后即為换乘站的車站。其中4号线站台由于2003年7月1日在浦西董家渡路附近发生的严重事故，令工程延误，而未与4号线其它车站一并启用。

## 车站结构

### 车站楼层
西藏南路站共有4層。地面為車站出口，地下一層為車站大廳，地下二層為8号线站台，地下三層為4号线站台。
| 地面层   | 出入口             | 1-5出入口                        |  |  |
| 地下一层 | 站厅               | 票务服务、自动售票机、人工服务台 |  |  |
| 地下二层 | ③站台              | █ 8号线 往市光路（陆家浜路）     |  |  |
|          | 岛式站台，左侧开门 |                                  |  |  |
|          | ④站台              | █ 8号线 往沈杜公路（中华艺术宫） |  |  |
| 地下三层 | ②站台              | █ 4号线 内环（鲁班路）           |  |  |
|          | 岛式站台，左侧开门 |                                  |  |  |
|          | ①站台              | █ 4号线 外环（南浦大桥）         |  |  |

- 2008年的西藏南路站十字换乘大厅
- 2018年的西藏南路站十字换乘大厅
- 西藏南路站站厅藝術牆
- 2023年的西藏南路站十字换乘大厅

## 车站出口
西藏南路站共有5个出入口，各出入口如下所示：
| 出口编号            | 出口指示                     | 照片 |
| ------------------- | ---------------------------- | ---- |
| 1 · 出口            | 中山南路                     |      |
| 2 · 出口 · （设有） | 中山南路，西藏南路           |      |
| 3 · 出口            | 中山南路，西藏南路           |      |
| 4 · 出口            | 中山南路                     |      |
| 5 · 出口            | 西藏南路，上海市第九人民医院 |      |
| 图例： 设有         |                              |      |

## 公交换乘
23、45、66、66区间、96、96(区间)、109、144、306、318、327、715、780、869、938、969